# Kolhus
Ett kolhus är en byggnad för att förvara företrädesvis träkol avsett för äldre tiders stångjärnsbruk och masugnar, vanligen en betydande, avlång träbyggnad med bärande pelare av slaggsten. Det fanns en körbro vid vars ände de ankommande kolryssarna tömdes. Ofta fanns en ramp upp till masugnens topp, där träkol fylldes på. Även stenkol kan lagras i ett kolhus. 
Det kanske största kolhuset i världen hörde till Fagersta Bruks AB. Det rymde ca 90 000 m3 träkol, motsvarande halva årsförbrukningen för tre masugnar byggda 1915. Det hade måtten 60 x 198 m, byggt helt i trä och taket var täckt med tjärpapp. Under taket gick det 31 hängbanor för kolkorgarnas transport till linbanan som skulle frakta upp dem till masugnarna. Banan var avsedd att transportera drygt 200 hektoliter träkol per timme.

## Kolhus i dag
De flesta kolhusen är borta. Kvar finns ett fåtal kompletta kolhus och ett antal ruiner. Kolhus tillverkades med trästomme eller i sten. Ofta användes slaggsten. Antingen användes slaggflis eller slagg gjutna som block. Blocken var större än murtegel och kallades ”slaggtegel”.
Här är en lista över platser där kolhus (eller rester av kolhus) finns att se.
Hela kolhus finns i Hälleforsnäs bruk (stenbyggnad som nu används som teater: Kolhusteatern), Högfors bruk (träbyggnad), Strömsbergs bruk kolhus i vinkel, en del i trä och en i sten med lång ramp i slaggtegel, Åminne bruksmuseum (träbyggnad), Gimo bruk (stenbyggnad med lång ramp byggd av sten) och Ohs bruk (kollada restaurerad 2005).
Lämningar efter kolhus byggda med slaggstenspelare finns i Laxsjön (kvadratiska och runda pelare, blandat slaggtegel och slaggflis), Trummelsbergs bruk (kvadratiska pelare av slaggtegel), Silfhytteå bruk (kvadratiska, toppiga, slaggtegel), Tanså hytta (kvadratiska av slaggflis med ankarjärn), Flatenbergs hytta (kvadratiska pelare av slaggflis), Ulvshyttan (kvadratiska pelare av slaggflis) och Brattfors järnbruk (kvadratiska pelare av slaggflis).
Övriga lämningar efter kolhus finns i Näs bruk (plintar), Horndals bruk (trästomme) och Grängshammars bruk (stengavel).

## Fotogalleri

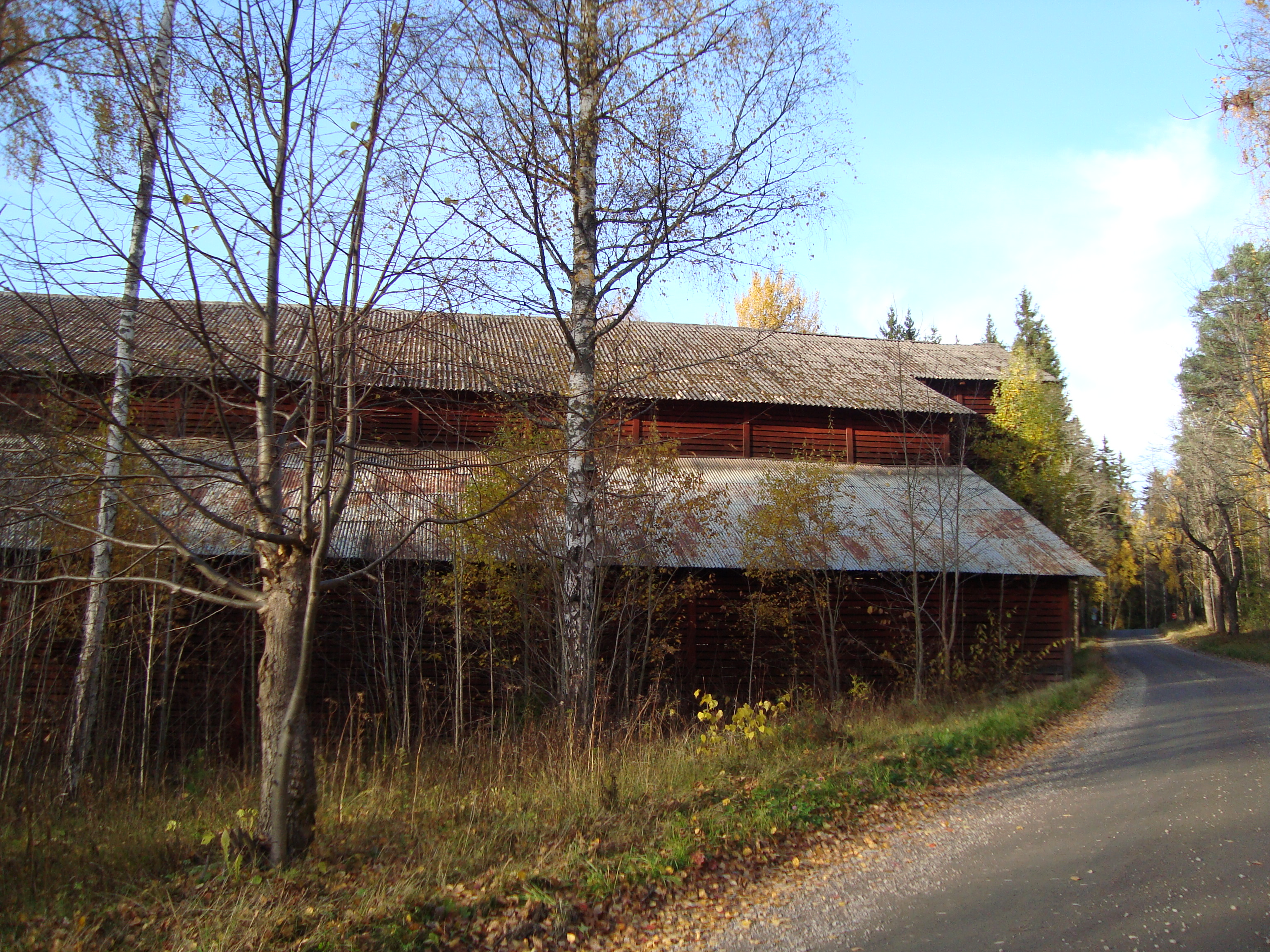
Högfors bruk, kolhus i trä.
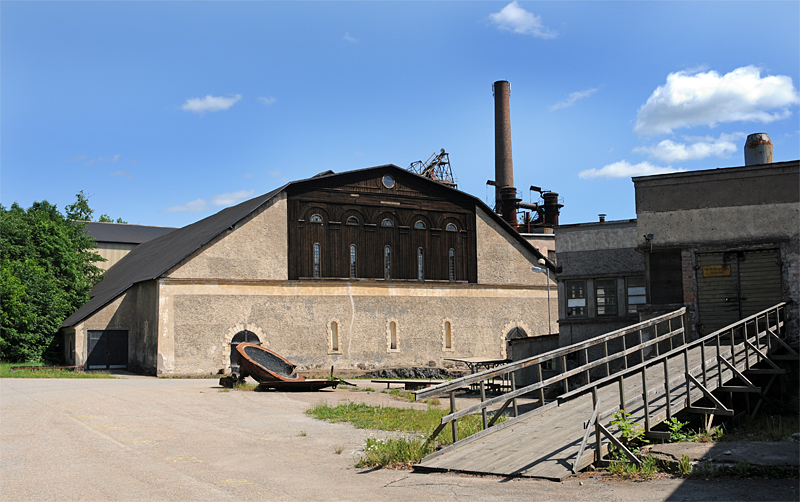
Hälleforsnäs bruk, kolhus nu med kolhusteatern.
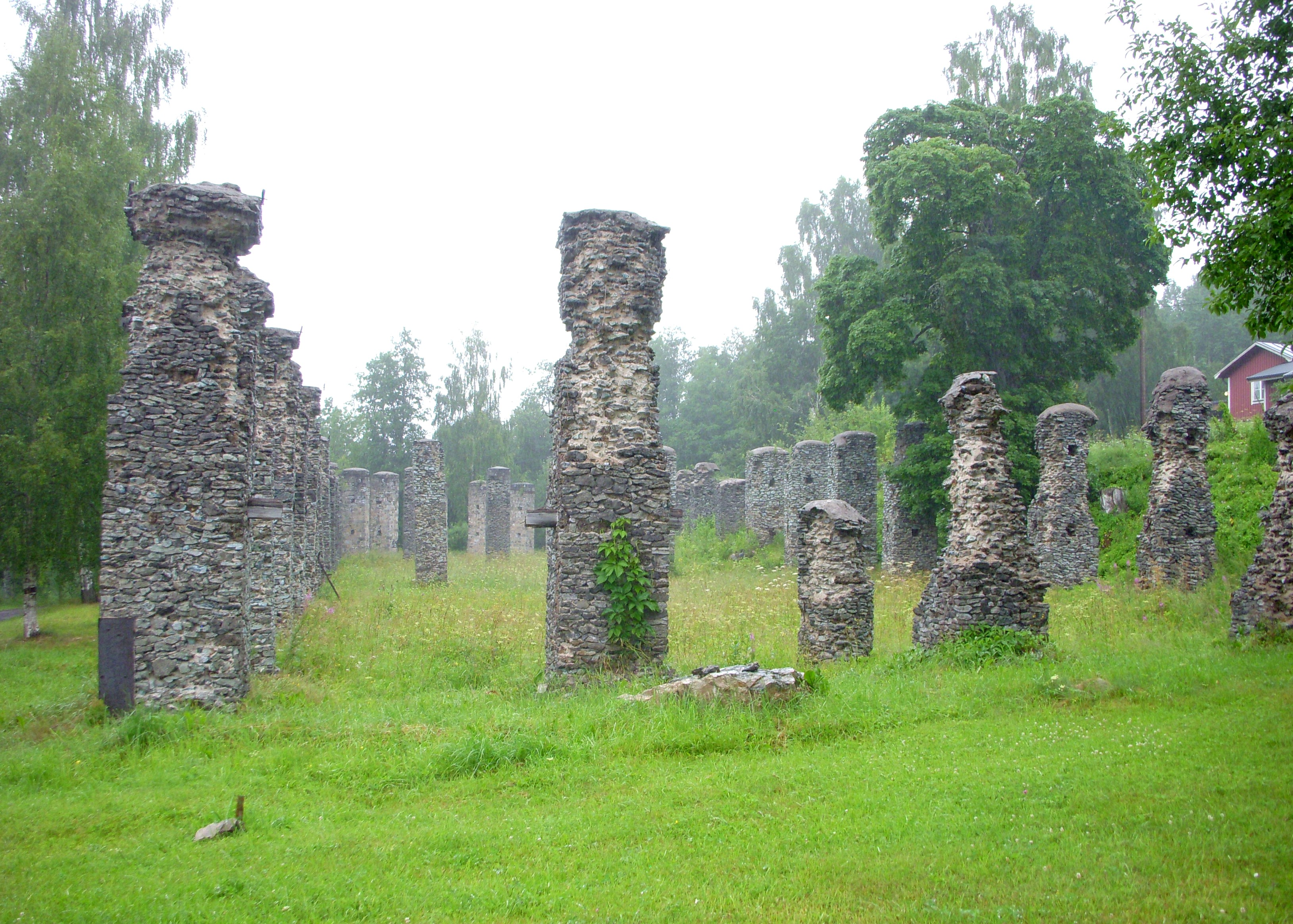
Ulvshyttan, pelare murade med slaggflis.